# ۱۷ دی
۱۷ دی دویست و نود و سومین روز سال در گاه‌شماری خورشیدی است. به پایان سال ۷۲ روز (۷۳ روز در سال کبیسه) باقی‌است.

## رویدادها

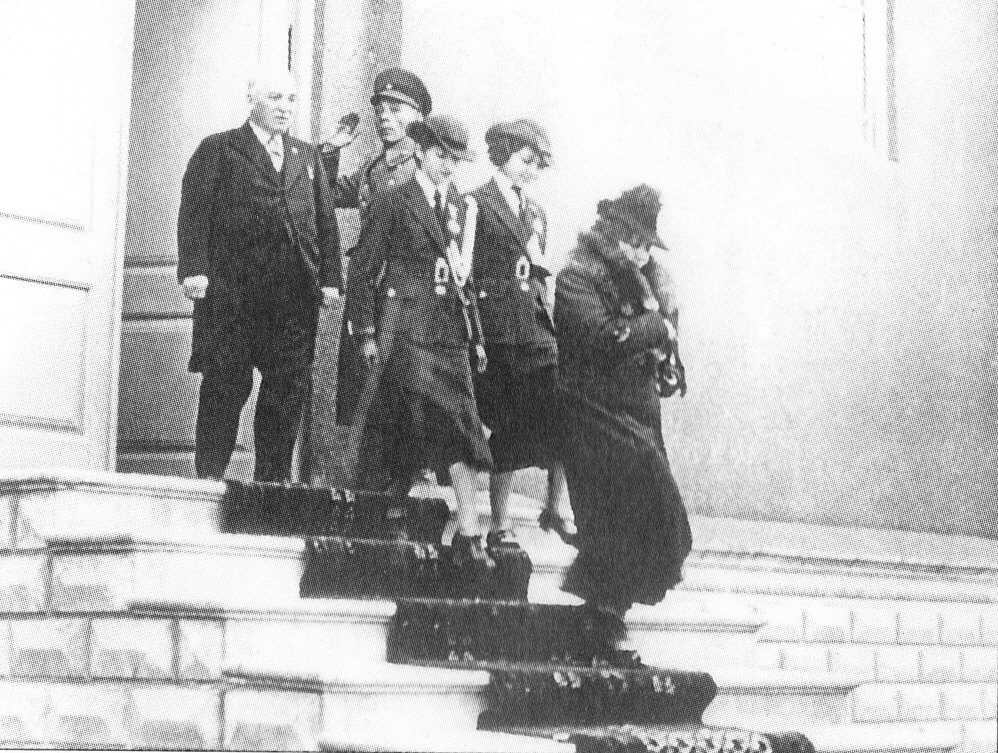
همسر و دختران رضاشاه پهلوی در روز ۱۷ دی ۱۳۱۴

- ۱۳۱۴ - تصویب و اجرای قانون کشف حجاب به فرمان رضاشاه [۱]
- ۱۳۵۶ - انتشار مقاله ایران و استعمار سرخ و سیاه
- ۱۳۵۷ - پایان کنفرانس گوادلوپ
- ۱۳۹۷ - رقابت ۱۷ دی ۱۳۹۷ تیم ملی فوتبال ایران با تیم ملی فوتبال یمن در جام ملت‌های آسیا ۲۰۱۹

## زادروزها
- ۱۳۱۷ - جواد فکوری، خلبان و نظامی
- ۱۳۲۵ - محمدرضا لطفی، موسیقی‌دان
- ۱۳۳۸ - محمد جواد ظریف، دیپلمات
- ۱۳۵۷ - آزاده صمدی، بازیگر
- ۱۳۶۴ - تهمینه، خواننده
- ۱۳۶۵ - امیرحسین فشنگچی، بازیکن فوتبال

## درگذشتگان
- ۲۱۶ - بابک خرمدین، رهبر مبارزان ایرانی علیه سلطه خلافت عباسی
- ۱۳۰۹ - کاتب هزاره، تاریخ‌دان مشهور افغانستانی
- ۱۳۴۶ - غلامرضا تختی، ورزشکار
- ۱۳۹۴ - اشرف پهلوی، خواهر محمدرضا شاه پهلوی
- ۱۳۹۵ - سعید فاطمی، خواهرزاده حسین فاطمی
- ۱۳۹۶ - سینا قنبری، زندانی سیاسی
- ۱۴۰۱ - محمدمهدی کرمی، از بازداشت‌شدگان خیزش ۱۴۰۱ ایران
- ۱۴۰۱ - سید محمد حسینی، از بازداشت‌شدگان خیزش ۱۴۰۱ ایران